# هری دفت
هری دفت (به انگلیسی: Harry Daft) بازیکن فوتبال زادهٔ ۵ آوریل ۱۸۶۶ اهل کشور انگلستان که سابقهٔ بازی در تیم ملی فوتبال انگلستان را در کارنامهٔ خود دارد. وی در تاریخ ۲ مارس ۱۸۸۹ نخستین بازی ملی خود را در مقابل تیم ملی فوتبال ایرلند انجام داد و با حضور در ۵ بازی ملی، در تاریخ ۵ مارس ۱۸۹۲ واپسین بازی ملی‌اش را در برابر تیم ملی فوتبال ایرلند برگزار کرد.
این بازیکن توانسته در بازی‌های ملی، ۳ گل به ثمر برساند.